# Cratere Hylas
Hylas è un cratere sulla superficie di Febe.